# وسلین توپالف
وسلین توپالف (به بلغاری: Веселин Топалов) (زاده ۱۵ مارس ۱۹۷۵ در روسه، بلغارستان) استاد بزرگ شطرنج بلغارستان است. وی در سال ۲۰۰۵ قهرمان شطرنج جهان شد و توانست جایزه اسکار شطرنج را از آن خود کند. توپالف برای کسب قهرمانی جهان در سال ۲۰۰۶ میلادی در یک مسابقه جنجالی از ولادیمیر کرامنیک شکست خورد. او یکی از ۹ شطرنجبازی است که تا کنون (۲۰۱۴) به ریتینگ بالاتر از ۲۸۰۰ رسیده‌اند. (به همراه گری کاسپاروف، ویسواناتان آناند، ولادیمیر کرامنیک، ماگنوس کارلسن، فابیانو کاروانا و لئون آرونیان و الکساندر گریسچاک و علیرضا فیروزجا و هیکارو ناکامورا)
بالاترین ریتینگ او تاکنون ۲۸۱۶٫۹ در آوریل ۲۰۱۰ بوده که او را به هفتمین شطرنج باز برتر تاریخ از این لحاظ بدل کرده‌است. آخرین ریتینگ او ۲۸۰۰ در نوامبر ۲۰۱۴ بوده که او را در ردهٔ چهارم برترین شطرنج بازان دنیا قرار داده است.
او یکی از زیباترین بازی‌های تاریخ شطرنج را در سال ۱۹۹۹ در شهر ویک‌آن‌زی در مقابل قهرمان جهان گری کاسپارف انجام داده است. در این بازی که به‌ جاودانه‌ی کاسپارف شهرت دارد، توپالف با مهره سیاه و دفاع پیرک مغلوب گری کاسپارف شد.